# 沃勒歧鬚鮠
沃勒歧鬚鮠，為輻鰭魚綱鯰形目倒立鯰科的其中一種，為熱帶淡水魚，分布於非洲加彭及赤道幾內亞淡水流域，體長可達5.1公分，棲息在底中層水域，生活習性不明。